# باتريك أندرسون
باتريك أندرسون (بالسويدية: Patrik Andersson) مواليد 18 أغسطس 1971 في السويد، هو لاعب كرة قدم سويدي سابق كان يلعب كمدافع. سبق له أن لعب في كأس العالم لكرة القدم مع منتخب بلاده. لعب خلال مسيرته 331 مباراة سجل خلالها 23 هدفاً.

## مرحلة الشباب

### أندية لعب لها
- نادي مالمو

## المسيرة الاحترافية

### أندية لعب لها
- نادي مالمو
- بلاكبيرن روفرز
- بوروسيا مونشنغلادباخ
- بايرن ميونخ
- نادي برشلونة

## روابط خارجية
- باتريك أندرسون على موقع الاتحاد الدولي (مؤرشف)  (الإنجليزية)
- باتريك أندرسون على موقع اتحاد السويد (السويدية)
- باتريك أندرسون على موقع قاعدة بيانات كرة القدم.إي يو (الإنجليزية)
- باتريك أندرسون على موقع بيانات كرة القدم. دي إي (الألمانية)
- باتريك أندرسون على موقع ناشيونال فوتبول تيمز (الإنجليزية)
- باتريك أندرسون على موقع Soccerbase.com (لاعب) (الإنجليزية)
- باتريك أندرسون على موقع عالم كرة القدم.نت (الإنجليزية)
- باتريك أندرسون على موقع أوليمبيديا (الإنجليزية)
- باتريك أندرسون على موقع اللجنة الأولمبية السويدية (السويدية)